# AzPainter
AzPainterは、Linux向けのFOSSのペイントソフトである。Azelによって開発され、GNU GPL v3の下で配布されている。
本項目では同作者によって開発が行われていたAzPainterBについても記載する。

## 概要
Xlibを利用してGUIが構築されており、動作が軽量であることが特徴である。ブラシのカスタマイズや、キャンバスの回転などといった高度な機能を持つ。カラーのイラスト描画向けソフトで、各ピクセル当たり8bit/16bitの色精度での編集が可能となっている。
姉妹ソフトとして、各ピクセル当たり8bitカラーでの編集が可能でドット編集向け作業を重視したAzPainterBと、各レイヤー当たり8bit データの編集が可能で（つまり単色、アルファ値のデータしか持たない）線画向け作業を重視したAzDrawingが存在した。これらは現在は開発を終了している。
かつてはMicrosoft Windows向けに開発が行われており、2000年代末の段階ではWindowsにおける無料のお絵かきソフトとしてPixia（フルカラー）や1bitPaper（モノクロ）などと並ぶ人気ソフトだった。開設当初のニコニコ動画やpixivでは「アズペ」の愛称で親しまれた。作者がWindowsでの開発のモチベーションを無くし、Linuxへ移行してしまったので、筆圧検知に対応した「AzPainter2」（2011年8月リリースのver.2.12）および「AzDrawing2」（2011年11月リリースのv2.02）をもって開発を終了した。ソフトウェア自体は残っており、ダウンロードできる。